# 德怀特·鲍威尔
德懷特·鮑威爾（英語：Dwight Powell，1991年7月20日—），加拿大職業籃球球員，司職大前鋒和中鋒。目前效力於達拉斯小牛隊。
鮑威爾曾參加2014年NBA選秀被夏洛特黃蜂隊以第二輪第45順位選中。7月12日，鮑威爾與布蘭登·海伍德一起被交易到克利夫蘭騎士，以換取斯科蒂·霍普森和現金。然後，他投入了騎士隊的NBA夏季聯賽，並與他們在8月23日簽約，9月25日，他和盧卡斯三世，埃里克·墨菲，馬爾科姆·托馬斯和2016年和2017年二輪選秀權到波士頓凱爾特人隊換取基思·博根斯和兩個未來第二輪選秀權。在他效力凱爾特人的期間，多次被下放到NBA發展聯盟的緬因紅爪。
2014年12月18日，鮑威爾和拉簡·朗多一起被交易到達拉斯小牛， 波士頓賽爾提克 得到了杰·克勞德，賈米爾·尼爾森，布蘭登·賴特，2015年第一輪選秀權和2016年第二輪選秀權。
2015年1月15日，在小牛和丹佛金塊的比赛中，德怀特·鲍威尔得到生涯新高的11分，职业生涯首次单场得分上双。
2016年1月28日，NBA官方公布2016年全明星新秀赛美国队和世界队阵容名单，德怀特·鲍威尔入选世界队。
2016年7月4日，小牛队和德怀特·鲍威尔达成续约协议。7月9日，双方正式签约，合同为期4年价值约3700万美元。